# 毕建国
毕建国（1961年—），河北献县人，汉族，中华人民共和国政治人物、第十二届全国人民代表大会河北地区代表。

## 生平
毕业于大连理工大学，加入中国共产党，担任中国石化石家庄炼油化工股份有限公司董事长。2008年起担任全国人大代表。2013年，被选为全国人大代表。